# Chapadão do Lageado
Chapadão do Lageado este un oraș în Santa Catarina (SC), Brazilia.